# Organizzazione territoriale dell'Arma dei Carabinieri

Distintivo del Comando interregionale "Pastrengo"

Distintivo del Comando interregionale "Vittorio Veneto"

Distintivo del Comando interregionale "Podgora"

Distintivo del Comando interregionale "Culqualber"

Distintivo del Comando interregionale "Ogaden"

L'organizzazione territoriale dell'Arma dei Carabinieri è quel livello organizzativo che contiene tutti i reparti ordinari dell'Arma. Il 75% dei militari dell'Arma dei Carabinieri è incluso all'interno di questo livello organizzativo.

## Organigramma
L'organizzazione territoriale si articola in:
- 5 comandi interregionali
- 18 comandi di legione
- 105 comandi provinciali + gruppo Aosta
- 13 comandi gruppo
- 5 comandi di reparto territoriale e 532 comandi compagnia
- 64 comandi di tenenze e oltre 4.500 comandi stazione

## Comandi interregionali
I comandi interregionali (precedentemente comandi di divisione), dipendono dal comando generale e assicurano, attraverso i propri organi, il coordinamento tecnico, logistico e amministrativo di tutti i reparti dell’Arma dislocati nell’area di competenza, anche se appartenenti ad altre organizzazioni funzionali.
I comandi interregionali sono comandati da un generale di corpo d'armata.

Generale di corpo d'armata

### Lista dei comandi interregionali e area coperta
- Pastrengo, con sede a Milano e copre:
  - Valle d'Aosta
  - Piemonte
  - Liguria
  - Lombardia
- Vittorio Veneto, con sede a Padova e copre:
  - Trentino Alto Adige
  - Veneto
  - Friuli Venezia Giulia
  - Emilia Romagna
- Podgora, con sede a Roma e copre
  - Toscana
  - Lazio
  - Umbria
  - Marche
  - Sardegna
- Ogaden, con sede a Napoli e copre:
  - Abruzzo
  - Molise
  - Campania
  - Basilicata
  - Puglia
- Culqualber, con sede a Messina e copre:
  - Calabria
  - Sicilia

## Comandi di legione
I comandi di legione, che sono 18, coprono ciascuno una regione (ad eccezione della Legione carabinieri Piemonte e Valle d'Aosta, e della Legione Abruzzo e Molise) e dirigono, coordinano e controllano i comandi provinciali dipendenti, nonché il personale e la logistica.
I comandi di legione sono comandati da un generale di divisione o di brigata

Generale di divisione
Generale di brigata

### Lista dei comandi legione
- Comando legione carabinieri Piemonte e Valle d'Aosta

via S. Croce, 4 Torino
- Comando legione carabinieri Lombardia

via della Moscova, 19 Milano
- Comando legione carabinieri Friuli Venezia Giulia

viale Venezia, 189 Udine
- Comando legione carabinieri Trentino A. Adige

via Druso, 8 Bolzano
- Comando legione carabinieri Veneto

via Francesco Rismondo, 4 Padova
- Comando legione carabinieri Liguria

via Brigata Salerno, 19 Genova
- Comando legione carabinieri Emilia Romagna

via dei Bersaglieri, 3 Bologna
- Comando legione carabinieri Toscana

lungarno P. Giraldi, 4 Firenze
- Comando legione carabinieri Umbria

corso Cavour, 133 Perugia
- Comando legione carabinieri Marche

via XXV Aprile, 81 Ancona
- Comando legione carabinieri Lazio

piazza del Popolo, 6 Roma
- Comando legione carabinieri Abruzzo e Molise

via Madonna degli Angeli, 137 Chieti
- Comando legione carabinieri Campania

via S. Tommasi, 7 Napoli
- Comando legione carabinieri Puglia

Lungomare N. Sauro, 43 Bari
- Comando legione carabinieri Basilicata

"Caserma Lucania" Piazzale Aldo Moro, 18 Potenza
- Comando legione carabinieri Sicilia

corso Vittorio Emanuele, 475 Palermo
- Comando legione carabinieri Calabria

via G. Marafioti, 19 Catanzaro
- Comando legione carabinieri Sardegna

via S. Sonnino, 111 Cagliari

## Comandi provinciali
I comandi provinciali, che sono 105, dirigono, coordinano e controllano i loro reparti dipendenti, sono il propulsore dell'attività operativa nella provincia, nonché le attività delle forze speciali e gli eventuali Comandi di Gruppo. 
I comandi provinciali di prima fascia sono comandati solitamente da un generale di brigata o da un colonnello, mentre in rari casi i comandi provinciali di seconda fascia possono essere comandati anche da un tenente colonnello.

Generale di brigata
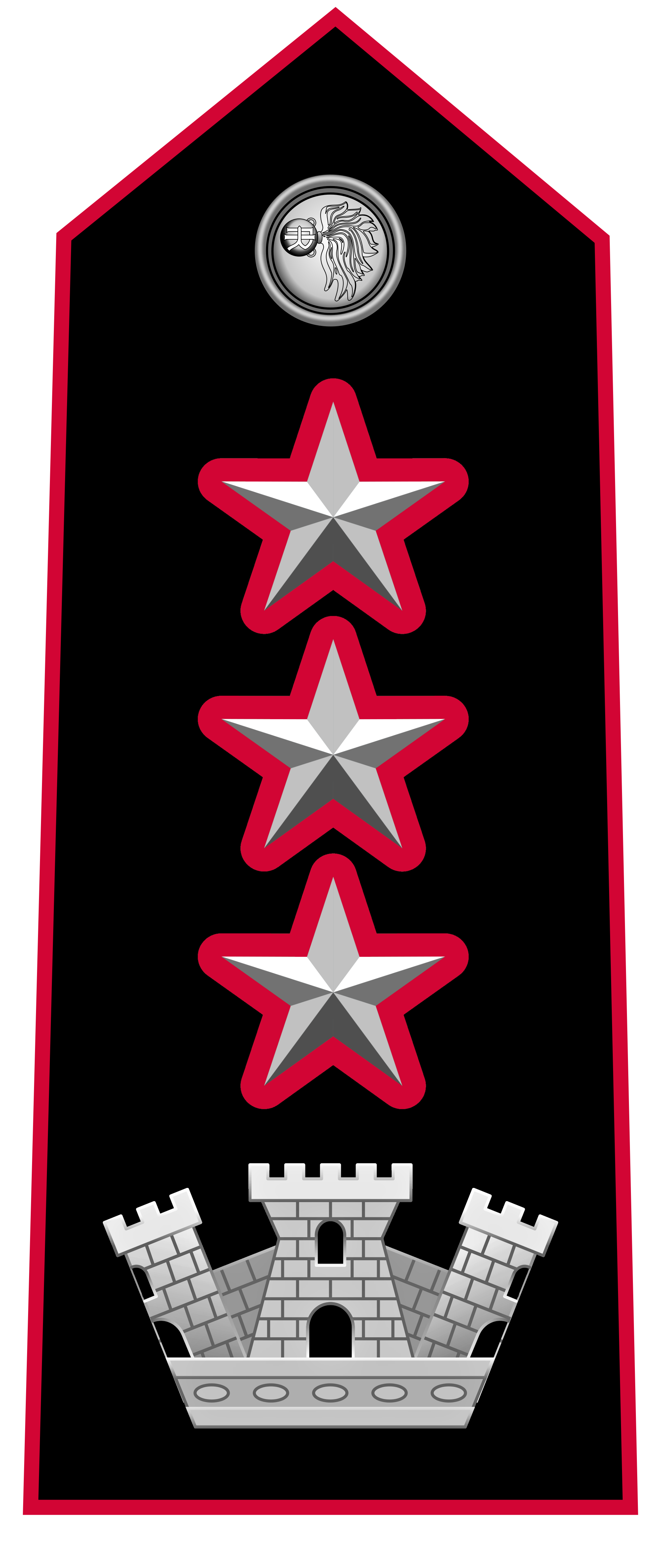
Colonnello comandante
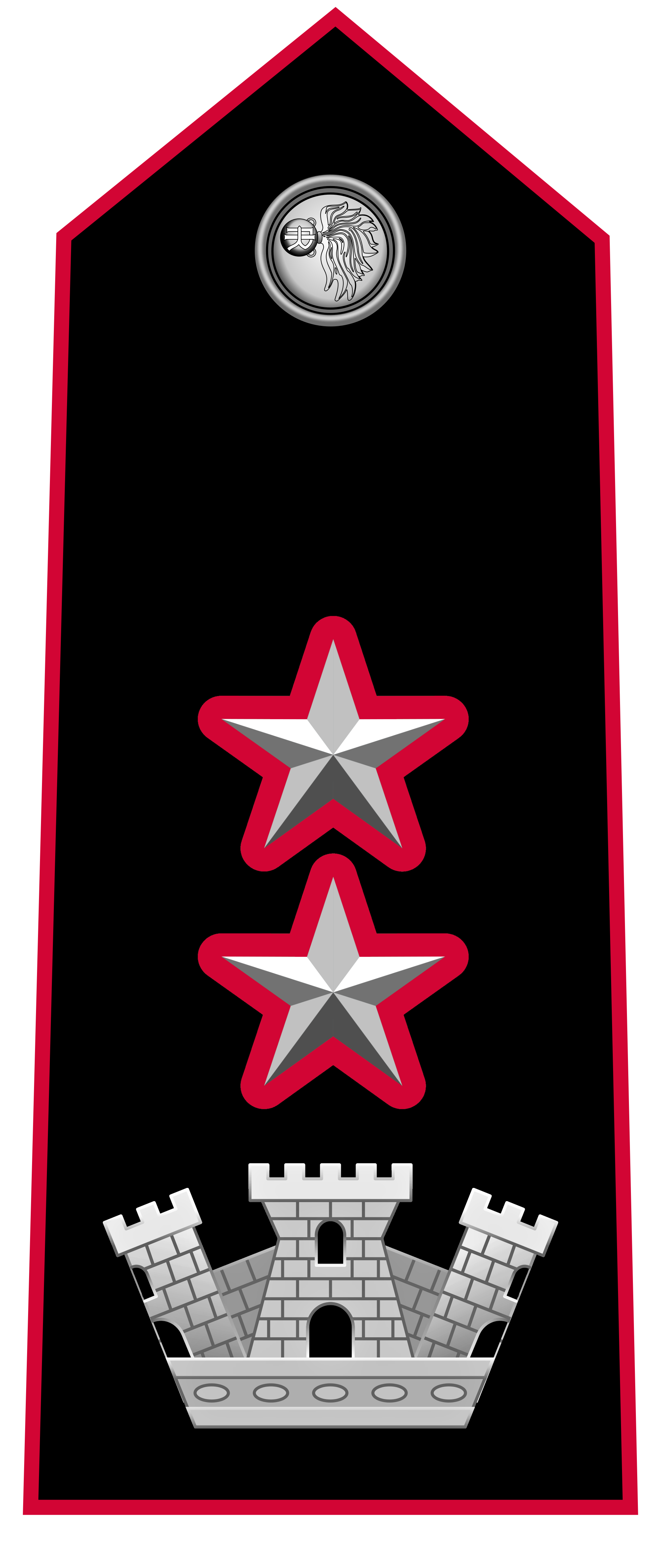
Tenente colonnello comandante

I comandi provinciali di prima fascia sono strutturati diversamente; il nucleo radiomobile è centralizzato ed è inquadrato nel reparto operativo, il quale comprende:
- Ufficio Comando;
- Comandi di Gruppo (ove esistenti);
- Comandi Compagnia;
- Reparto servizi Magistratura (ove presente);
- Sezioni di polizia giudiziaria;
- Reparto operativo:
  - nucleo investigativo;
  - Nucleo informativo;
  - nucleo radiomobile centralizzato;
  - Centrale operativa;

Nei comandi provinciali di seconda fascia invece il nucleo radiomobile non esiste, perché i servizi di pronto intervento sono espletati dalle sezioni radiomobili della compagnia capoluogo; essi possiedono i seguenti reparti:
- Ufficio comando;
- Comando Compagnia;
- Sezioni di polizia giudiziaria;
- Reparto operativo:
  - nucleo investigativo;
  - Nucleo Informativo;
  - Centrale operativa;

## Comandi di gruppo
I 14 comandi di gruppo moltiplicano le funzioni di direzione, coordinamento e controllo di alcuni importanti comandi provinciali, dai quali essi dipendono. Hanno sede a Milano, Rho, Roma, Ostia, Frascati, Napoli, Torre Annunziata, Castello di Cisterna, Aversa, Locri, Gioia Tauro, Lamezia Terme, Palermo, Monreale, Barletta, Andria e Trani..
Il Comando di gruppo della Valle d'Aosta è un caso particolare, perché svolge la funzione di un comando provinciale sul territorio della Valle d'Aosta e dipende dalla Legione carabinieri Piemonte e Valle d'Aosta, anziché dipendere da un comando provinciale.

I comandi di gruppo sono comandati da un colonnello o da un tenente colonnello.

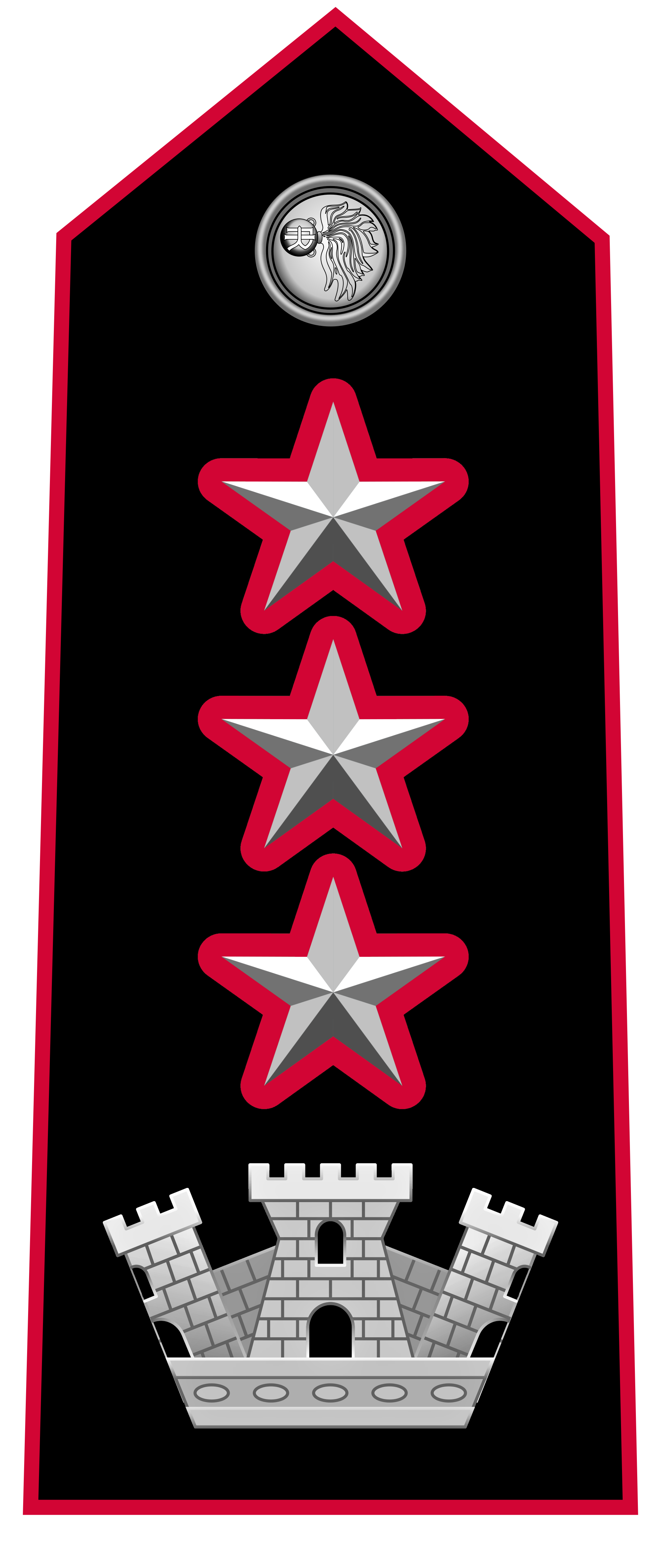
Colonnello comandante
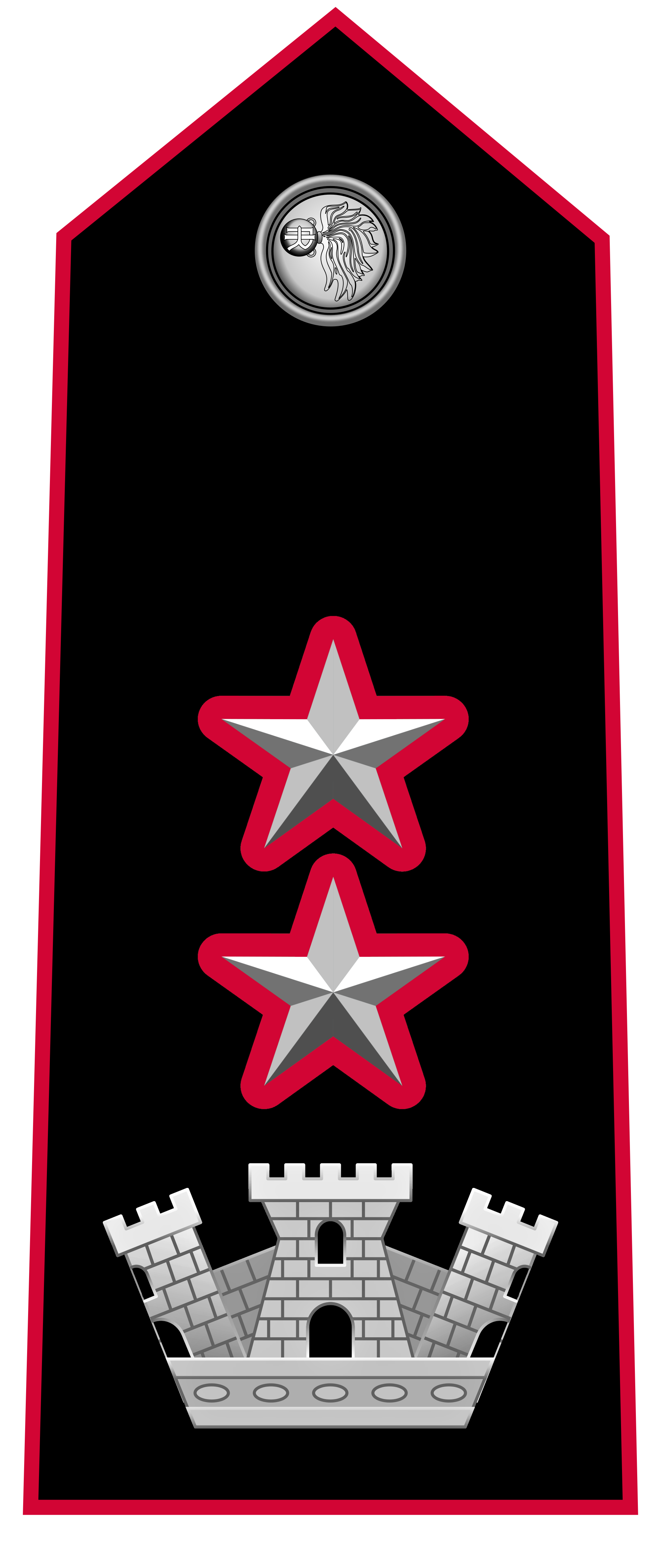
Tenente colonnello comandante

## Comandi di reparto territoriale e compagnie
Gli 8 comandi di reparto territoriale (Aprilia, Mondragone, Nocera Inferiore, Olbia, Gela, Termini Imerese, Corigliano Rossano, Vallo della Lucania) e le 528 compagnie, dirigono l'attività delle tenenze (se presenti) e delle stazioni dipendenti. Inoltre hanno alle dipendenze i seguenti reparti:
- Nucleo Comando;
- Nucleo Operativo e Radiomobile - NORM composto da:
  - centrale operativa;
  - aliquota operativa;
  - aliquota radiomobile;

Se Compagnia di grande città, dove il "Nucleo Radiomobile" è alle dipendenze è del Comando Gruppo/Provinciale, hanno alle dipendenze il:
- Nucleo Comando;
- Nucleo Operativo:
  - Pattuglie Mobili di Zona - PMZ;

Entrambi i tipi di compagnia, hanno alle dipendenze:
- comandi di tenenza (se presenti):
  - Pattuglie Mobili di Zona - PMZ;
- comandi stazione.

Le compagnie sono strutturate a seconda dell'estensione del territorio di competenza: le compagnie situate nei capoluoghi di provincia e nei centri abitati grandi e/o problematici hanno un organico maggiore, di conseguenza le aliquote operative e radiomobili sono dette sezioni. In ogni caso le compagnie sono comandate da un tenente colonnello, da un maggiore o da un capitano, e in alcuni casi anche da un tenente.

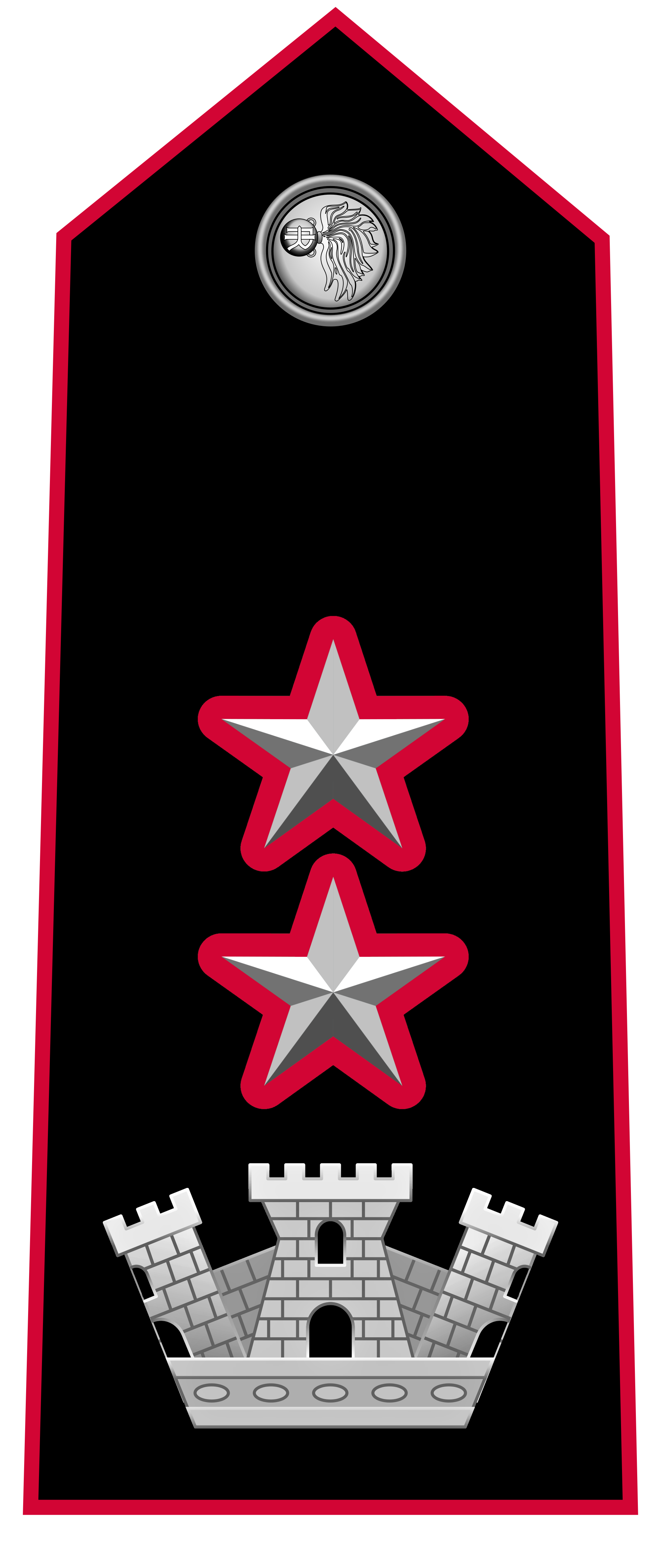
Tenente colonnello comandante
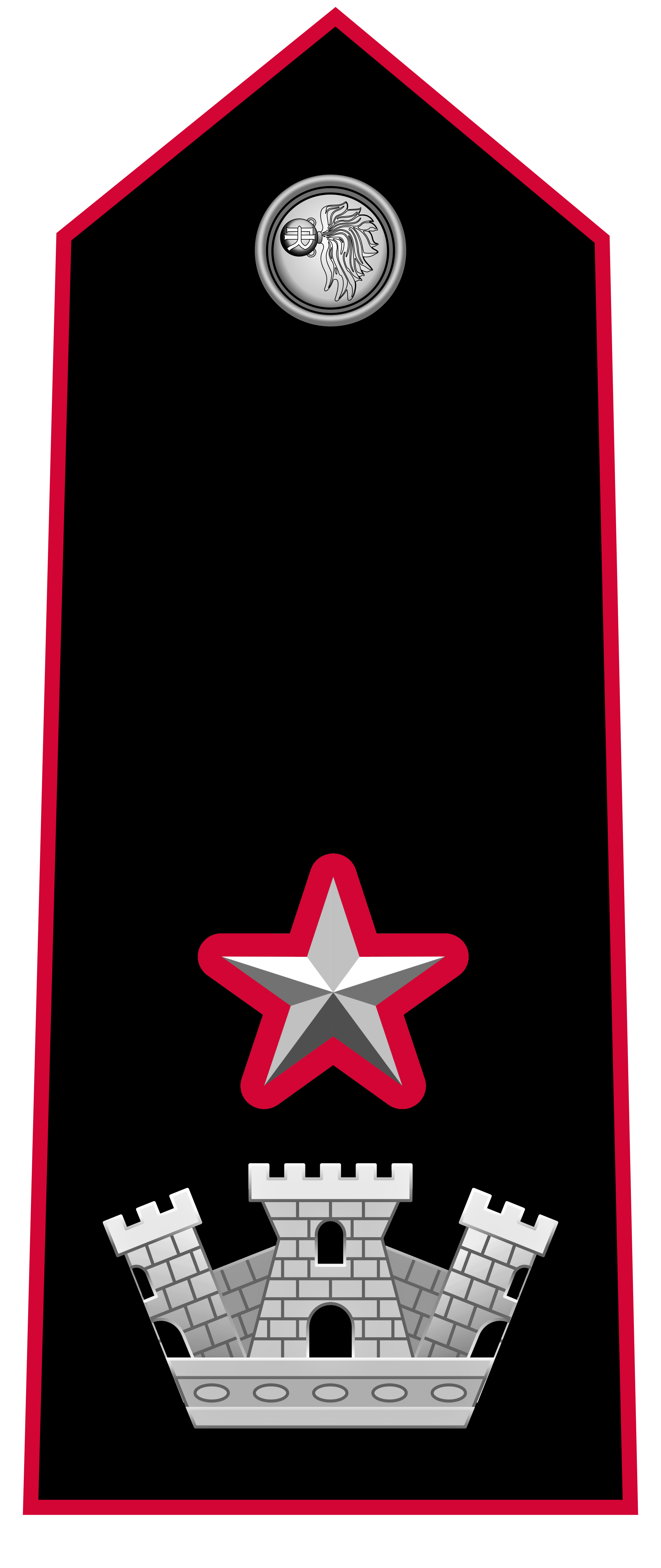
Maggiore comandante
Capitano

## Tenenze
Le 65 tenenze sono competenti su uno o più comuni inseriti in un territorio caratterizzato da un complessivo numero elevato di abitanti. Svolgono un servizio di pronto intervento nelle 24 ore, effettuano il controllo del territorio tramite le Pattuglie Mobili di Zona e hanno un'autonoma attività di polizia giudiziaria.
Le tenenze sono comandate da un Tenente, da un Sottotenente o da un Luogotenente.

Tenente
Sottotenente
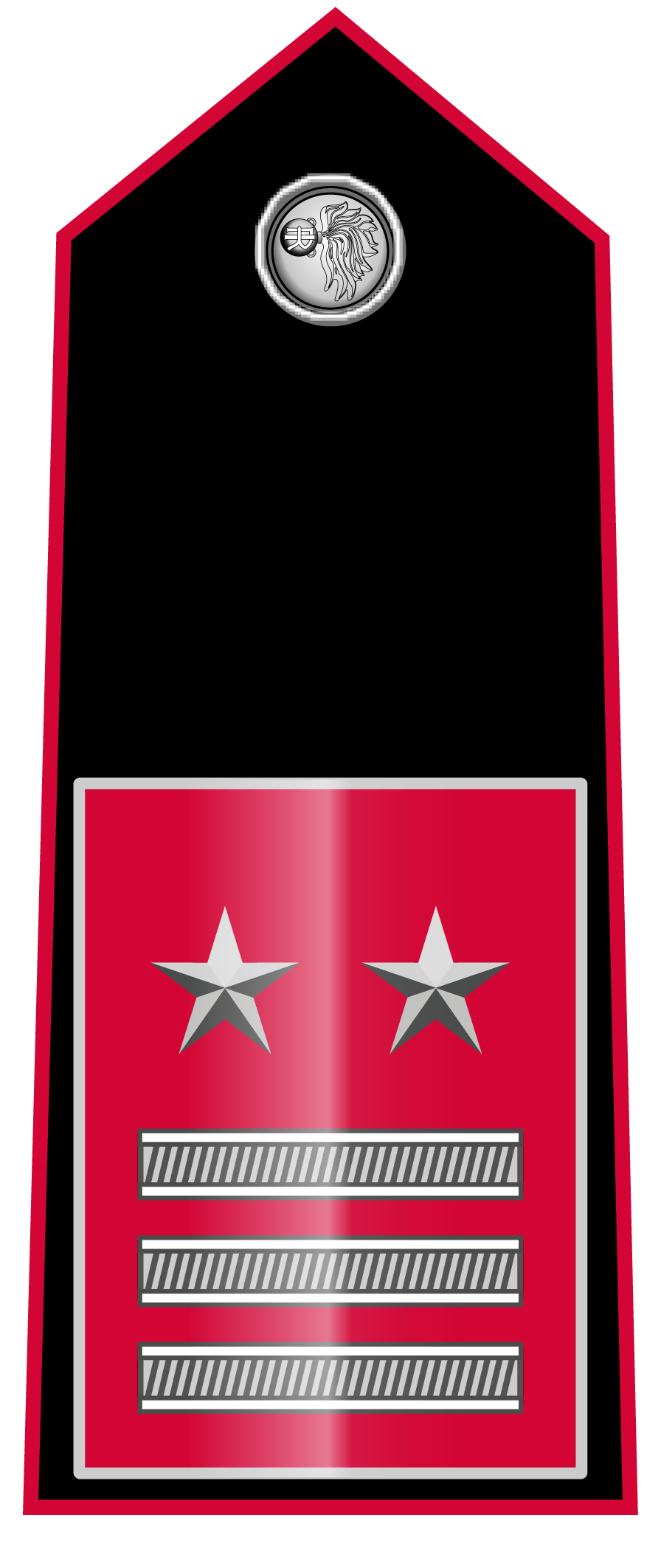
Luogotenente C.S. (Q)
Luogotenente

## Stazioni
Le stazioni rappresentano il livello più basso dell'organizzazione territoriale. Sono tipicamente suddivise in tre fasce, delle quali la prima indica le stazioni con minor impegno operativo, mentre la terza indica quelle con il maggior impegno operativo.
Sono comandate da un appartenente al ruolo Ispettori e, quindi, da militari con il grado di Luogotenente di Carica Speciale, Luogotenente, Maresciallo maggiore, Maresciallo capo, Maresciallo ordinario. In casi eccezionali vengono comandante anche da un Maresciallo.

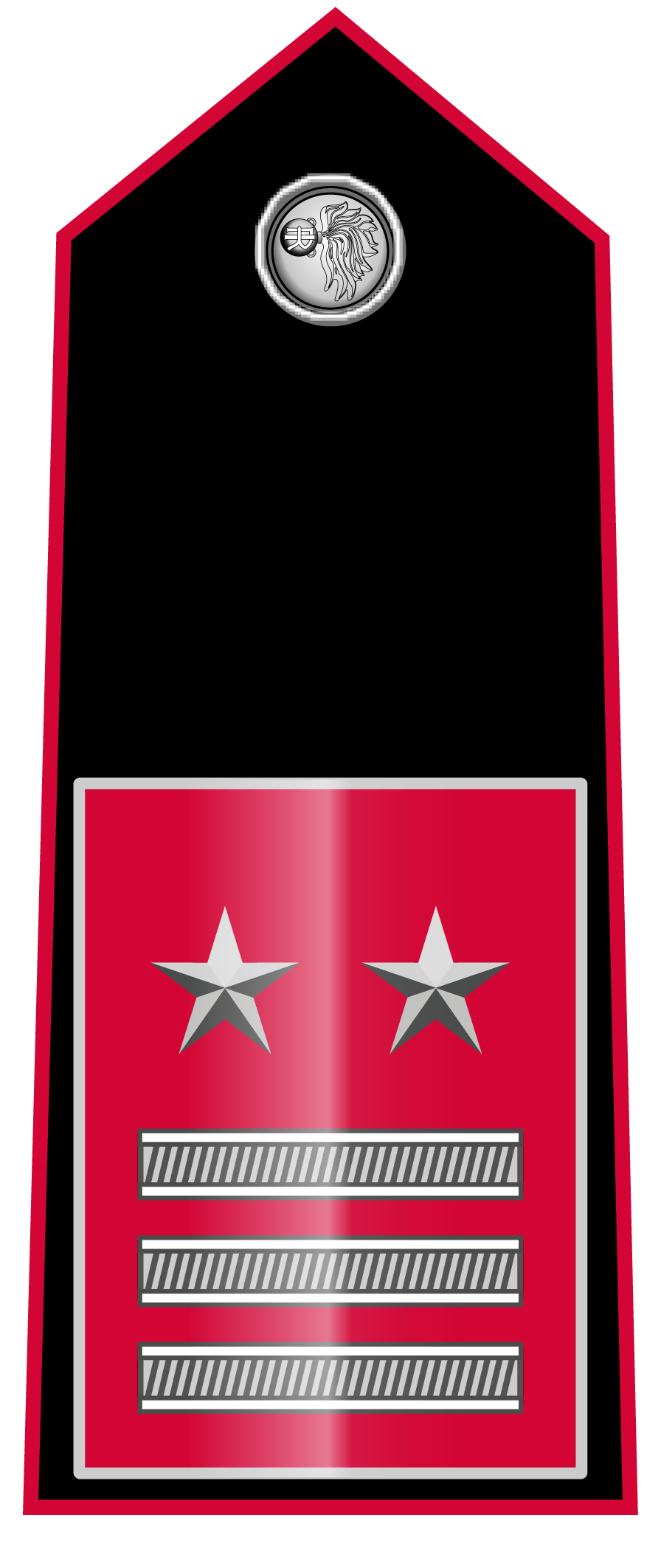
Luogotenente C.S. (Q)
Luogotenente
Maresciallo maggiore
Maresciallo capo
Maresciallo ordinario
Comandante di stazione

## Supporti operativi dell'organizzazione territoriale
- Squadrone eliportato carabinieri cacciatori "Calabria"
- Squadrone eliportato carabinieri cacciatori "Sardegna"
- Squadrone eliportato carabinieri cacciatori "Sicilia"
- Squadrone eliportato carabinieri cacciatori "Puglia"
- Reparto squadriglie e sette squadriglie
- Compagnia di intervento operativo - CIO
  - Squadre di intervento operativo - SIO
  - Squadre operative di supporto - SOS
- Centro e nuclei subacquei
- Nuclei cinofili

## Organigramma territoriale Carabinieri Forestale
- 14 Comandi Regionali Carabinieri Forestale 
  - 83 Comandi Gruppo Carabinieri Forestale 
    - 789 nuclei Carabinieri Forestali[5]
- 20 Coordinamenti Territoriali per l'Ambiente - CTA (operano all'interno dei parchi nazionali)
  - 150 Nuclei Carabinieri Parco
- 28 Uffici Territoriali Carabinieri per la Biodiversità
- 5 Centri Anticrimine Natura
- 31 Nuclei Operativi Ecologici (NOE)